# Flora Ruchat Roncati
Flora Ruchat-Roncati (Mendrisio, 4 giugno 1937 – Zurigo, 24 ottobre 2012) è stata un architetto svizzero.

## Biografia
Nel 1954 inizia a studiare architettura al Politecnico di Zurigo (ETH), dove si laurea nel 1961. Nello stesso periodo sposa André Ruchat, ingegnere e pilota militare, che morirà prematuramente nel 1960 a Meiringen in un incidente aereo. Da lui ha la prima figlia, Anna. 
Dopo la laurea svolge attività di praticantato presso Vito Latis a Milano e Tita Carloni a Lugano. Si occupa poi di progetti di vari edifici scolastici e residenziali in Svizzera. 
Nel 1974, dall'unione con il sindacalista e poeta Leonardo Zanier nasce Elisa. L'anno successivo si trasferisce a Roma dove diviene responsabile del settore progettazione della Lega Nazionale Coop Abitazioni. Tra il 1976 e il 1981 lavora come titolare dello studio in Via S. Giovanni Laterano 31 a Roma. Tra il 1988 e il 1996 è invece attiva in uno studio professionale con Dolf Schnebli e Tobias Ammann a Zurigo. Dal 1993 lavora su un'opera dell'alta velocità svizzera, la Galleria di base del San Gottardo con Pascal Sigrist.
Flora Ruchat Roncati ha insegnato in varie università in Italia e in Svizzera (Università della Calabria, Politecnico di Milano, Università Roma 3, IUAV, Politecnico di Zurigo, Accademia di Mendrisio) ed è stata visiting professor, tra le altre, presso le Università di Syracuse, la Cornell, l'Harvard e La Sapienza a Roma.
Muore a Zurigo il 24 ottobre 2012.

## Opere
- 1961 1970 Studio di progettazione insieme a Aurelio Galfetti e Ivo Trümpy a Bedano (CH)
- 1962 1964 Progetto e realizzazione: Scuola media di Chiasso con Antonio Antorini e Francesco Pozzi.
- 1968 1970 Progetto e realizzazione: Scuola dell'infanzia di Viganello con Aurelio Galfetti e Ivo Trümpy.
- 1962 1974 Progetto e realizzazione: Scuole primaria ed elementare con palestra a Riva San Vitale (CH) con Aurelio Galfetti e Ivo Trümpy
- 1966 1967 Progetto e realizzazione: Casa Ruchat, Morbio Inferiore(CH) con

Aurelio Galfetti e Ivo Trümpy
- 1967 1996 Progetto e realizzazione: Casa Ruchat Riva San Vitale (CH)
- 1967 1970 Progetto e realizzazione: Bagno di Bellinzona e le Scuole Comunali di Chiasso (CH) con Aurelio Galfetti e Ivo Trümpy

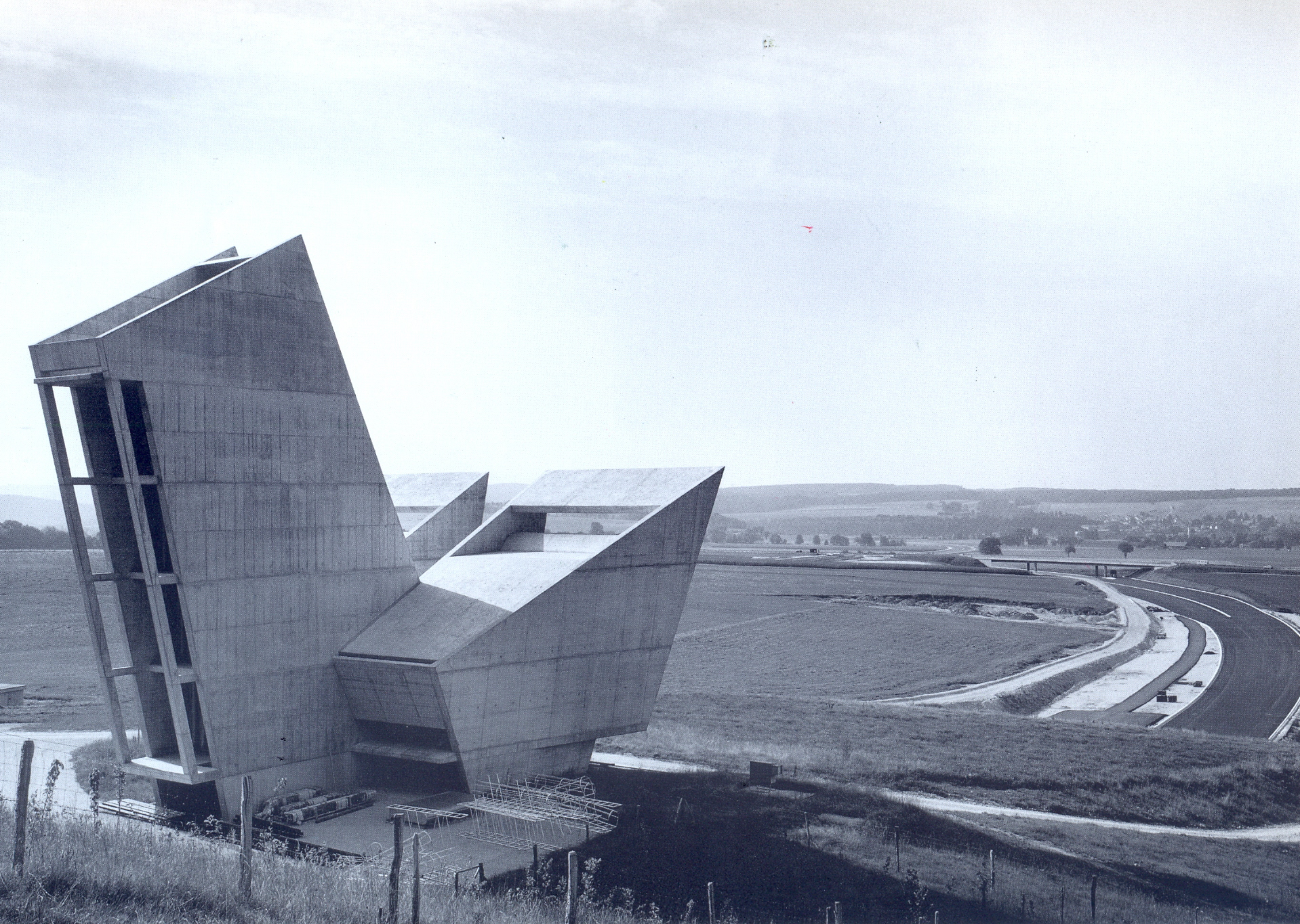

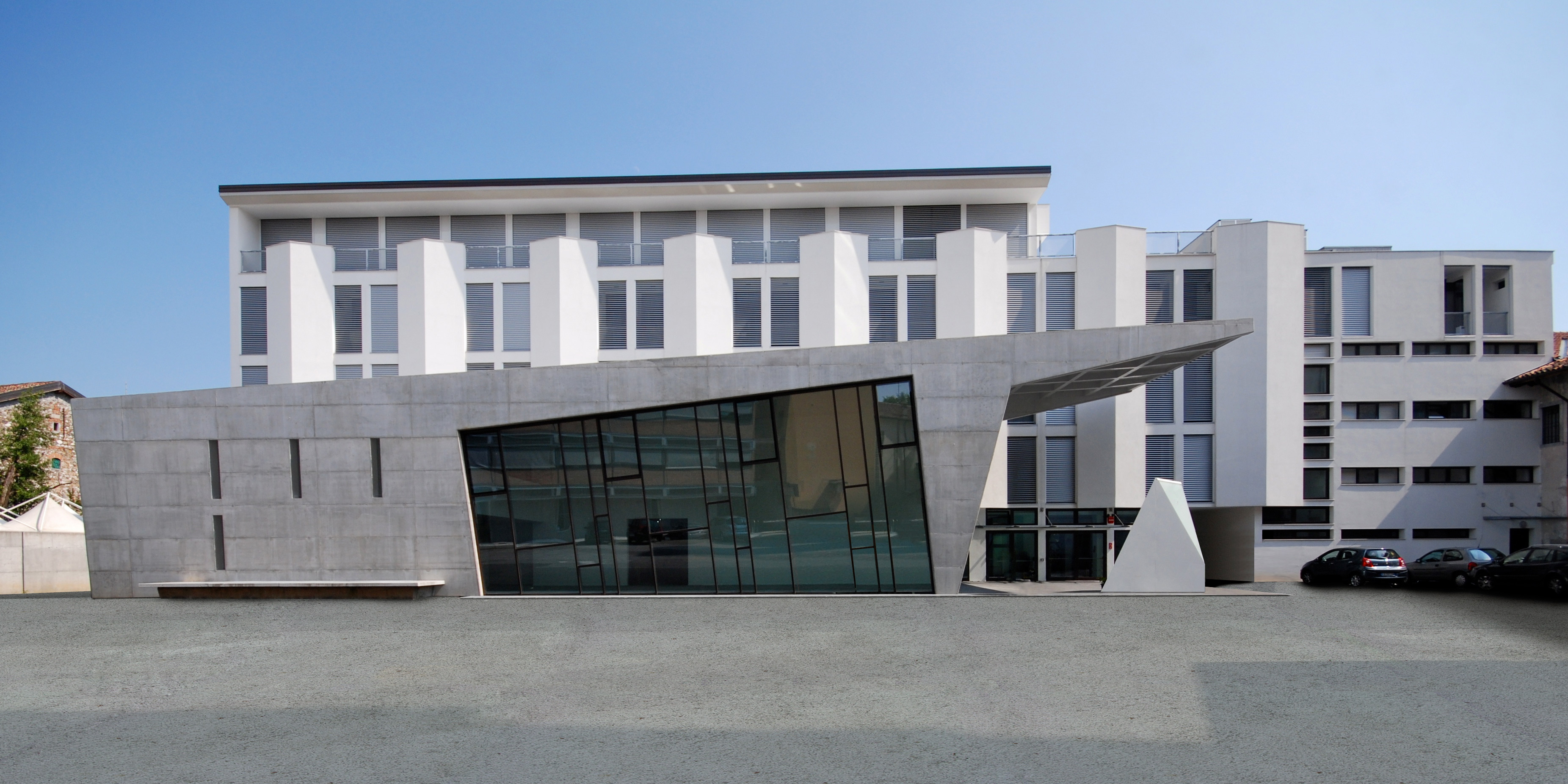

- 1976 1985 Progetto per il quartiere “La ColaSiderTa” Taranto (273 alloggi)
- 1976 1985 Progetto “la Pertusola”  Crotone (186 alloggi)
- 1983 1984 Progetto e realizzazione: Casa Palma  Roma
- 1984  Progetto e realizzazione: Casa Gianna Vernucci Roma
- 1978  Avvia il progetto di albergo diffuso a Comeglians (UD) con Leonardo Zanier e Dolf Schnebli
- 1986 1995 Piano particolareggiato di Riva San Vitale con Enca Mina, Edy Radaelli, Giovanni Galfetti
- 1993 1995 Progetto e realizzazione: Stockli a Riva San Vitale (CH)
- 1988 Mostra “Oskar Schlemmer” Museo Cantonale di Lugano (CH)
- 1989 1997 Progetto e realizzazione: Ambasciata svizzera a Roma con Dolf Schnebli e Tobias Ammann
- 1989 1997 Progetto e realizzazione: Istituto svizzero Roma con Dolf Schnebli e Tobias Ammann
- 1994 1997 Progetto e realizzazione: Casa Pascoli Ongaro Giubilasco con Dolf Schnebli e Tobias Ammann
- 1993 2003 Progetto e realizzazione: Università di Losanna, con Dolf Schnebli e Tobias Ammann
- 1990 1996 Progetto e realizzazione: UBS di Suglio-Manno (CH) con Dolf Schnebli e Tobias Ammann
- 1989 1998 Progetto e realizzazione: Architetture della A16 Transjurane con Renato Salvi
- 1995 2000 Progetto e realizzazione: Casa Zanier all'interno dell'albergo diffuso, Comeglians (UD) con Carlo Toson
- 1998 2000 Progetto e realizzazione: Architetture per la cabinovia del Lussari (UD) con Carlo Toson
- 2001 2003 Membro del “Beirat” della città di Salisburgo
- 2004 2008 Progetto e realizzazione: Recupero e ampliamento dell'hotel Savoia di Arta Terme (UD) con Carlo Toson e Simone Mocchiutti
- 2010 Progetto: nuova zona residenziale a Pagnacco (Ud) con Carlo Toson e Simone Mocchiutti. (in corso)
- 2007 2011 Progetto e realizzazione: Residenza Universitaria delle Grazie Udine con Carlo Toson e Simone Mocchiutti
- 2011 2012 Progetto e realizzazione: Ampliamento Hotel La di Moret a Udine con Carlo Toson e Simone Mocchiutti
- 2012 (in corso) Progetto: Ampliamento Hotel President a Lignano Sabbiadoro con Carlo Toson e Simone Mocchiutti

## Pubblicazioni e ricerca
- 1990 “Studio 4: ein Kino ” Zürich (con Fredy Ehrat e Heinrich Helfenstein) Druck:R.Linder/Adliswil
- 1992 ”Rino Tami-Segmenti di una biografia architettonica” (GTA Institut für Geschichte u. Theorie der Architektur - con Ph.Carrar e WernerOechslin)
- 1994 La casa di Eva in Paradiso : Controspazio
- 1996 “Due case di Peppo Brivio” (con Christian Dill) Kirschgarten Basel/ETHZ
- 1998 “Frauen in der Geschichte des Bauens” ETHZ Lehrstuhl Prof. F.R.R.
- 1998 “Alberto Camenzind Architekt” ETH -GTA Institut (con Werner Oechslin)
- 2003 “Milano-Architetture” (con Andrea Casiraghi) ETHZ Lehrstuhl Prof.F.R.R.
- 2003 “Werner Stücheli Architekt” ETH- GTH Institut (W. Oechslin)
- 2005 Casabella maggio 2005